# Achszähler

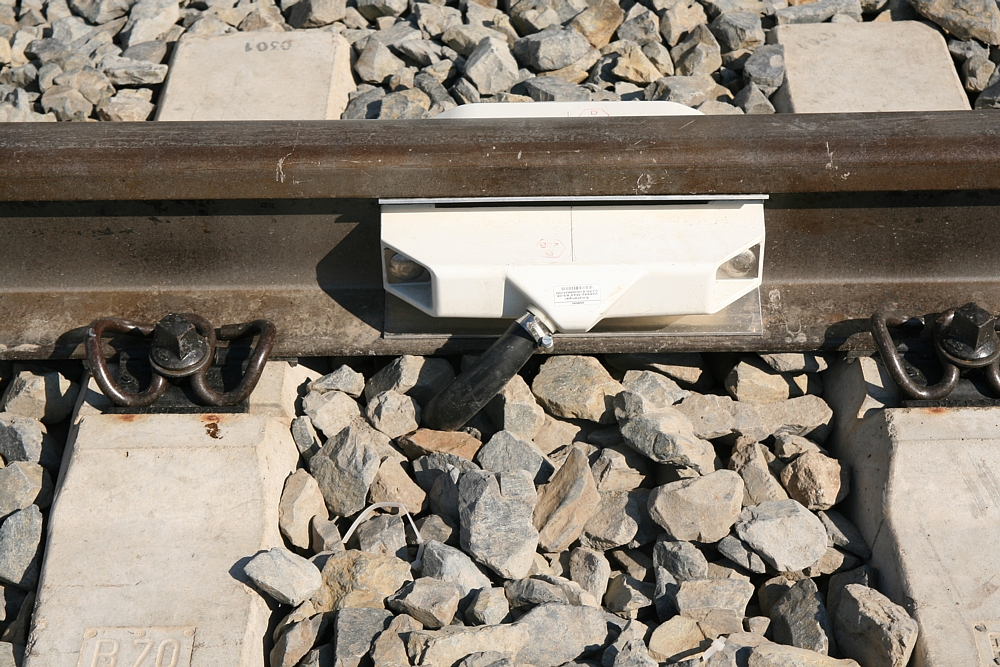
Siemens-Achszählschienenkontakt im eingebauten Zustand

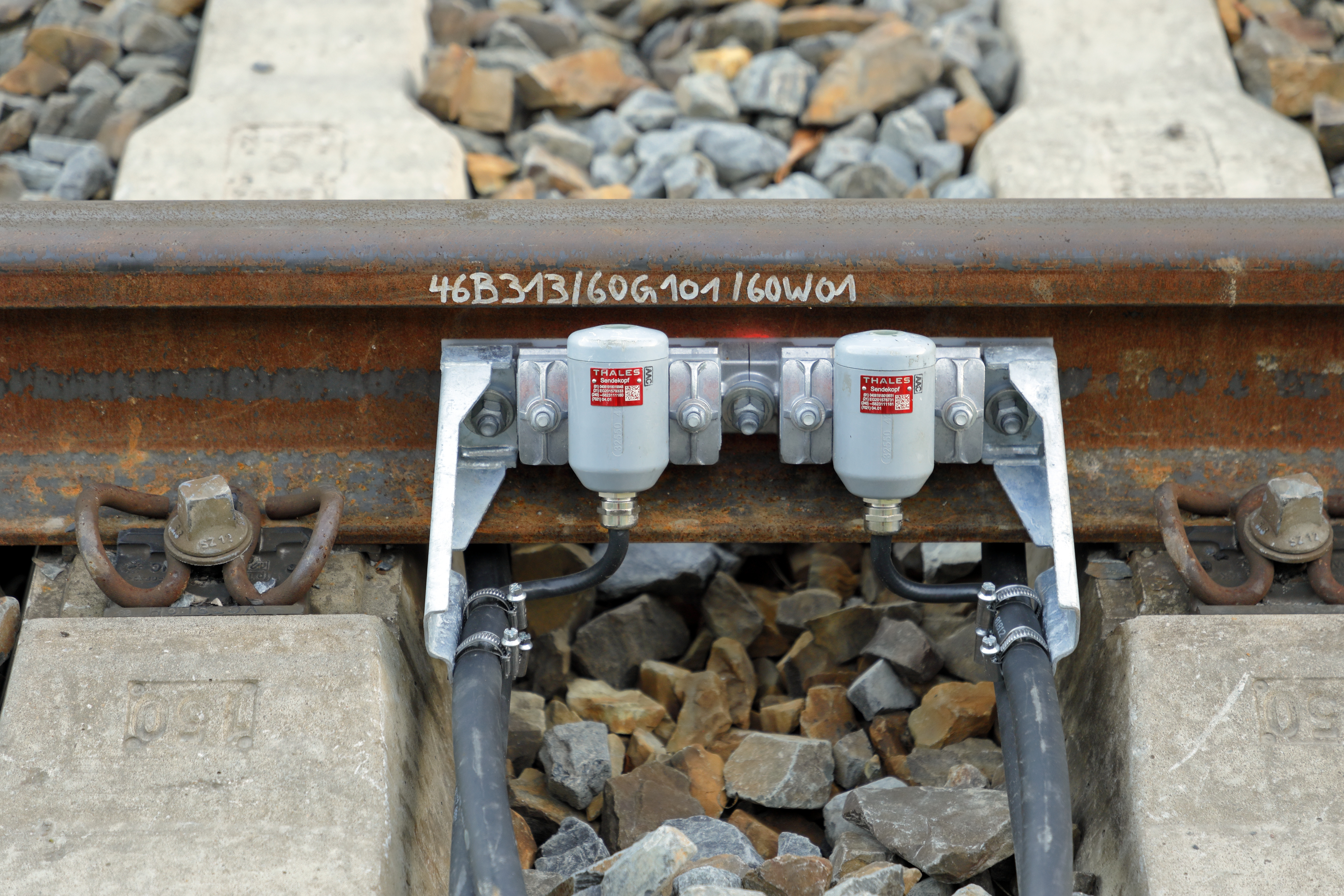
Achszählschienenkontakt Zp30 der Firma Thales im eingebauten Zustand, Außenseite mit den Sendeköpfen

Symbol eines Achszählers in sicherungstechnischen Plänen.

Achszähler sind elektronische Bauteile zum Zählen der Radsätze vorbeifahrender Züge und dienen der Gleisfreimeldung. Ihr Prinzip beruht darauf, dass die durch die angeschlossenen Sensoren (Zählpunkt, Radsensor) gezählten Achsen bei Einfahrt in einen Gleisabschnitt mit denen bei der Ausfahrt verglichen werden.
Das üblicherweise in signaltechnischen Planunterlagen verwendete Symbol für einen Achszähler zeigt zwei Punkte, durchzogen von einer horizontalen Linie.
Während einige europäische Infrastrukturbetreiber vielfach auf Achszähler setzen, kommen sie bei anderen nur in Ausnahmefällen zum Einsatz.

## Technik
An einem Gleisabschnitt sind mehrere punktuelle Sensoren, sogenannte Achszählkontakte oder Radsensoren, eingebaut, die die darüberlaufenden Fahrzeugachsen an motorgetriebene oder elektronische Achszählwerke melden. Wichtig für die Funktion ist eine Richtungserkennung, weshalb in Achszählkontakten zwei Kontaktsysteme hintereinander eingebaut sind. Herstellerabhängig ist das auch in einem gemeinsamen Gehäuse möglich. Bei elektronischen Achszählern ist ein Teil der Anschaltung in einem Gleisanschlussgehäuse nahe den Schienenkontakten eingebaut, die Auswertung erfolgt jedoch in der Regel zentralisiert im Stellwerk.
Beim Einfahren in den mit einem Achszähler ausgerüsteten Gleisabschnitt werden die Achsen der Schienenfahrzeuge eingezählt, beim Ausfahren ausgezählt. Ein zuvor „besetzter“ Gleisabschnitt wird wieder als frei gemeldet, wenn dieselbe Anzahl an eingezählten Achsen auch ausgezählt wurde; ist die Anzahl der ein- und ausgezählten Achsen ungleich, wird der Abschnitt weiter als „besetzt“ registriert. Werden, auch zwischenzeitlich, mehr Achsen aus- als vorher eingezählt, dann führen diese Minusachsen zu einer Störungs- und Besetztmeldung.
Bei der Deutschen Bahn werden hauptsächlich induktive Schienenkontakte eingesetzt: Ein Sender auf der Schienenaußenseite strahlt ein magnetisches Wechselfeld ab, das auf einen Empfänger auf der Schieneninnenseite wirkt. Durch unterschiedliche Betriebsfrequenzen beider Systeme eines Zählpunktes werden gegenseitige Beeinflussungen vermieden. Wenn sich ein Rad durch dieses Feld bewegt, wird die Feldänderung als „gezählte Achse“ erkannt. Die Fahrtrichtung wird durch zeitliche Verschiebung der Feldrichtungsänderung zum zweiten Sender-/Empfängerpaar erkannt. Die allgemein verwendete, historisch gewachsene Benennung als „Achszähler“ ist somit technisch betrachtet nicht korrekt, da hier ein Rad und keine Achse detektiert wird.
Vorteilhaft gegenüber der Gleisfreimeldung durch Nf-Gleisstromkreise wirkt sich aus, dass eine aufwändige elektrische Isolierung des Gleises entfällt, die Länge eines Achszählabschnittes nur von der Art der Datenübertragung zwischen Zählpunkt und Auswerteeinrichtung abhängt und damit praktisch unbegrenzt ist. Auch stören im lückenlosen Gleis keine Isolierstöße und für die Triebstromrückführung bei elektrischer Traktion mit Fahrleitung sind keine besonderen Maßnahmen erforderlich.
Nachteilig hingegen ist, dass die Freimeldung des Gleises nur mittelbar erfolgt und z. B. nach Arbeiten oder Störungen das Freisein des betreffenden Abschnittes manuell festgestellt werden muss. Die Grundstellung eines Achszählabschnittes (Abschnitt frei) muss danach durch eine zähl- und nachweispflichtige Hilfsbedienung, die Achszählgrundstellung, hergestellt werden. Es gibt auch technische Lösungen, einen vorübergehend gestörten Achszählpunkt automatisiert zu überbrücken und (unter Auswertung des darauf folgenden Zählpunktes) zurückzusetzen. Bei der Deutschen Bahn wurde eine derartige Fehlerkorrektureinrichtung (FKE) vorgeschlagen, mit der die Zahl von Achszählstörungen auf 0,1 bis 0,2 pro Achszählabschnitt und Jahr reduziert werden können sollte. Laut DB-Angaben sei in den späten 1990er Jahren im „Ergebnis umfangreicher Sicherheitsbetrachtungen der Signalbaufirmen (…) jedoch im Laufe der Entwicklung festgestellt“ worden, „dass es einige schwer lösbare Probleme bei der Stellwerksfunktion“ geben könne, beispielsweise beim „Auflösetakt der Blocklogik“. Die FKE wurde daher bei der DB nicht realisiert.
Auf der S-Bahn-Stammstrecke Stuttgart werden Achszählpunkte gedoppelt, um die Betriebsstabilität zu verbessern. Eine Zusammenfassung von Achszählabschnitten bei Störungen einzelner Achszählpunkte war zuvor verworfen worden.
Auch im Bahnhof Birmingham New Street werden redundante Achszählpunkte verwendet.

## Hersteller
- Voestalpine
- Frauscher
- Hasler Bern
- Integra Signum
- Scheidt & Bachmann
- Siemens
- Thales
- Pintsch

## Geschichte

### Schweiz

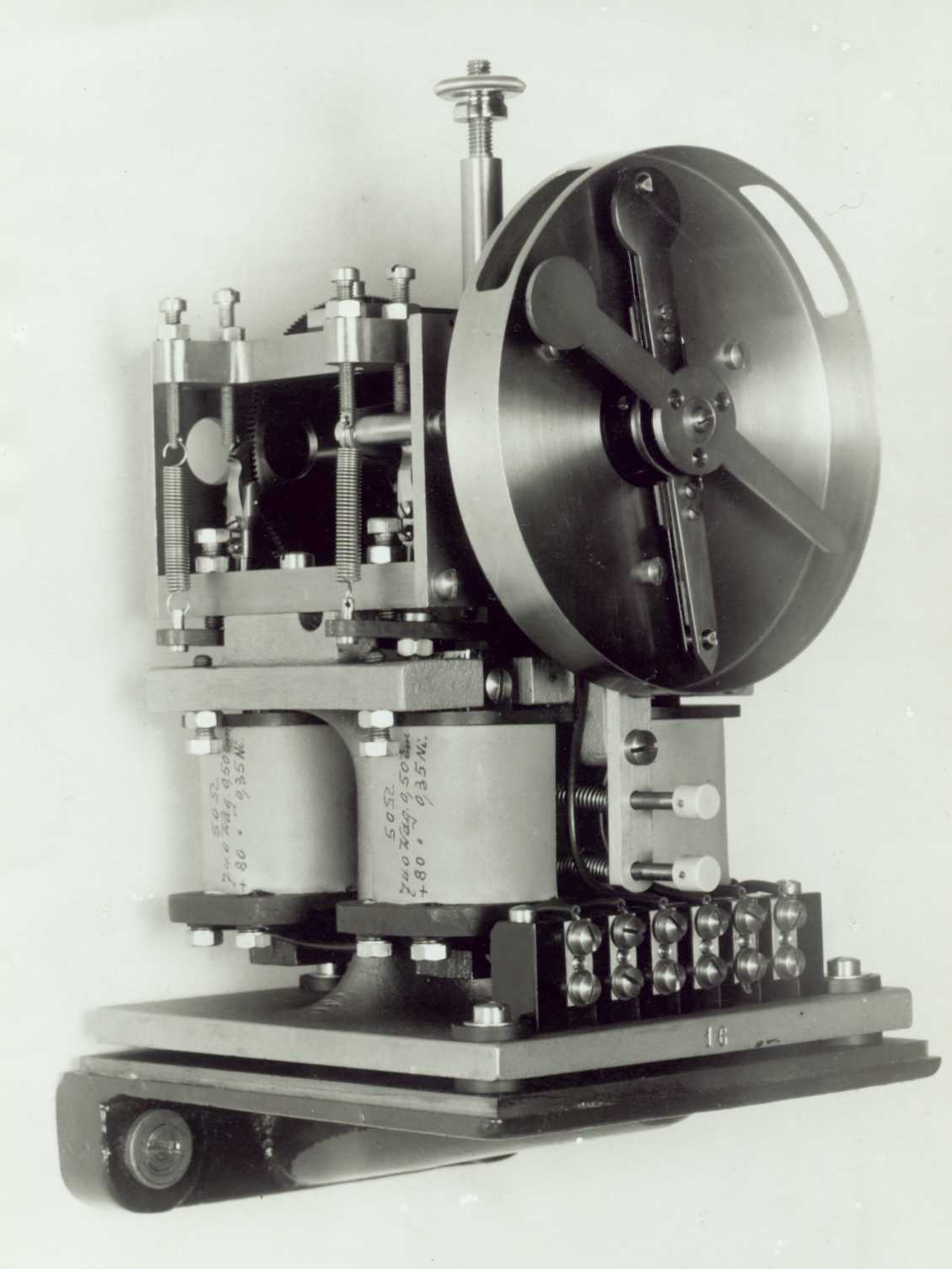
Achszähler System Zaugg (1913)

Im Jahre 1913 beschäftigte sich der damalige Obertelegrapheninspektor der SBB, P. Frei, mit dem Problem einer Blockstelle im Hauenstein-Basistunnel zur Unterteilung der 9,8 km langen Strecke Olten Tannwald-Tecknau. Wegen des Dampfbetriebes konnte die Blockstelle im Tunnel nicht besetzt werden. Da Gleisisolierung schon wegen der Länge der Abschnitte nicht in Frage kam, wurde eine Lösung mittels Achszähler gesucht. Die größte Schwierigkeit machte der Impulsgeber, während als Zähler ein Apparat Bauart Zaugg zu dieser Zeit im Versuchsbetrieb stand. Als Impulsgeber diente ein isoliertes Schienenstück von 650 mm Länge, das in ein über drei Schwellen reichendes Stahlgussstück zusammen mit den benachbarten Schienenenden isoliert eingeklemmt war. Mit einem kleinsten Achsabstand von 1,3 m war der Impulsabstand bei 100 km/h 0,045 s, die Impulsdauer die Hälfte. Bei Güterzügen zeigte sich die Schwierigkeit, dass Räder mit Flachstellen zwei Impulse durch Hüpfen veranlassen konnten.
Der Achszähler enthielt zwei gleiche, hintereinander sitzende gezahnte Schalträder, von denen jedes durch eine von einem Elektromagneten angetriebene Klinke im gleichen Drehsinne angetrieben wurde. Die beiden Elektromagnete waren mit den Impulsgebern, einer am Anfang, der andere am Ende der Zählstrecke, verbunden. Eine der Achsen der Schalträder war hohl und über die andere geschoben, so dass sie zwei Zeiger antreiben konnten, von denen der eine vor dem andern lag. Überdeckten sich die Zeiger, so wurde ein Stromkreis geschlossen, der den freien Zustand des Zählabschnittes anzeigte. Die zur Blockstelle gehörenden vier Blockfelder normaler Bauart für die doppelspurige Strecke waren im Stellwerk in Olten Tannwald aufgestellt, von dem aus auch die Ein- und Ausfahrsignale dieser Strecke bedient werden. Die für Anfangs- und Endfeld jeder Richtung gemeinsame Taste war sowohl von der normalen Tastensperre des Endfeldes als auch von einer zusätzlichen Tastensperre abhängig, deren Spule im Stromkreis der Zeiger des Achszählers lag. Diese Tastensperre war so ausgebildet, dass sie auslöste, wenn der Spulenstrom einmal unterbrochen wurde und dann wiederkehrte, also erst, wenn sowohl die Belegung der Strecke, als auch das Freiwerden gemeldet wurde.
Das Schienenstück wurde zur Verhinderung von „Hüpfern“ mit mechanisch bewegten Pedalkontakten ersetzt und später durch einen induktiven Zahlgeber abgelöst. Der Zähler stand unter anderem auch im Simplontunnel im Einsatz. Die Erfindung wurde aufgrund erhöhter Fahrgeschwindigkeiten um das Jahr 1930 abgelöst.